# Chaco socos
Chaco socos är en spindelart som beskrevs av Pablo A. Goloboff 1995. Chaco socos ingår i släktet Chaco och familjen Nemesiidae. Inga underarter finns listade i Catalogue of Life.